# Norvégia
Norvégia (norvégul: Norge (bokmål), Noreg (nynorsk); északi lappul: Norga), vagy hivatalos nevén a Norvég Királyság (norvégul: Kongeriket Norge (bokmål), Kongeriket Noreg (nynorsk); északi lappul: Norgga gonagasriika), egy skandináv ország Észak-Európában. Az ország szárazföldi határát keleten Svédország, északkeleten Finnország és Oroszország jelenti, míg délen a Skagerrak tengerszoroson át Dániával van vízi összeköttetése. Az állam a Skandináv-félsziget nyugati és északnyugati részét teszi ki, amelyhez hozzátartozik a Jan Mayen-sziget és a Spitzbergák területe, továbbá külbirtokai, az I. Péter-sziget az Antarktisz közelében és a Bouvet-sziget az Atlanti-óceán déli részén. Norvégia igényt tart továbbá a Maud királyné földre, amely azonban az Antarktisz-egyezmény hatálya alá esik, így nemzetközileg nem elismert. Az ország területe 385 203 négyzetkilométer, mellyel a világ 67. és Európa 6. legnagyobb országa. Területe gyéren lakott, óceáni partszakasza a fjordjairól ismert.
Norvégia a skandináv térséggel együtt a világ legfejlettebb térségét alkotja az információs társadalom, az emberi jogok és a jövedelmi egyenlőség területén. Emberi fejlettségi indexe (HDI) alapján a legfejlettebb állam a Földön. HDI besorolása: nagyon magas. Társadalmi berendezkedése alkotmányos monarchia és képviseleti demokrácia, ahol a norvég alkotmány értelmében a hatalmi ágak megoszlanak a parlament, azaz a Storting, a kabinet és a Legfelsőbb Bíróság között. Államfője az ország királya, V. Harald. A bennszülött számiknak bizonyos mértékű önrendelkezésük van a számi parlamenten keresztül. Norvégia volt az egyik alapítója a NATO-nak, továbbá tagja az Európai Szabadkereskedelmi Társulásnak, az Európa- és az Északi Tanácsnak, az Európai Gazdasági Térségnek, a WTO-nak, OECD-nek és a schengeni övezetnek is, de nem tagja az Európai Uniónak. Fővárosa és egyben legnagyobb városa Oslo.

## Nevének eredete
A norvég elnevezést először a viking korban, a 10. század utolsó harmadában jegyezték le, de hasonló óangol változata már 880-ból ismert. Akkoriban „az északi útvonal (Nor - vegr) mentén élők” jelentést hordozta, a Kattegat partjaitól egészen a Lofoten-szigetekig, sőt attól északra, a partmenti hajózási útvonal közelében élő óskandináv népességet jelentette.
A középkori norvég történeti hagyomány azonban egy másik etimológia szerint inkább egy legendás királytól eredeztette az ország nevét: a Historia Norvegiæ szerint egy bizonyos Nor király nevéből származik az ország neve, akit a latin nyelvű krónika mellett a Saga Olafs Tryggvasonar is említ.

## Földrajza
Norvégia Észak-Európában, a Skandináv-félsziget nyugati részén fekszik. Az ország túlnyomó részét a Skandináv-hegység borítja. Fjordokkal és szigetek ezreivel erősen tagolt partvonala több mint 25 000 km hosszú. Az országot keleten 2 542 km-es szárazföldi határ választja el Svédországtól, Finnországtól és Oroszországtól. Nyugatról és délről a Norvég-tenger, az Északi-tenger és a Skagerrak, északról pedig a Barents-tenger határolja.
A norvég szárazföld legdélibb pontja Lindesnes világítótornya, a legészakibb (és egyben a kontinentális Európa legészakibb pontja) Kinnarodden. Az ország és egyben Észak-Európa legmagasabb pontja a Jotunheimen nemzeti parkban található 2 469 méteres Galdhøpiggen.

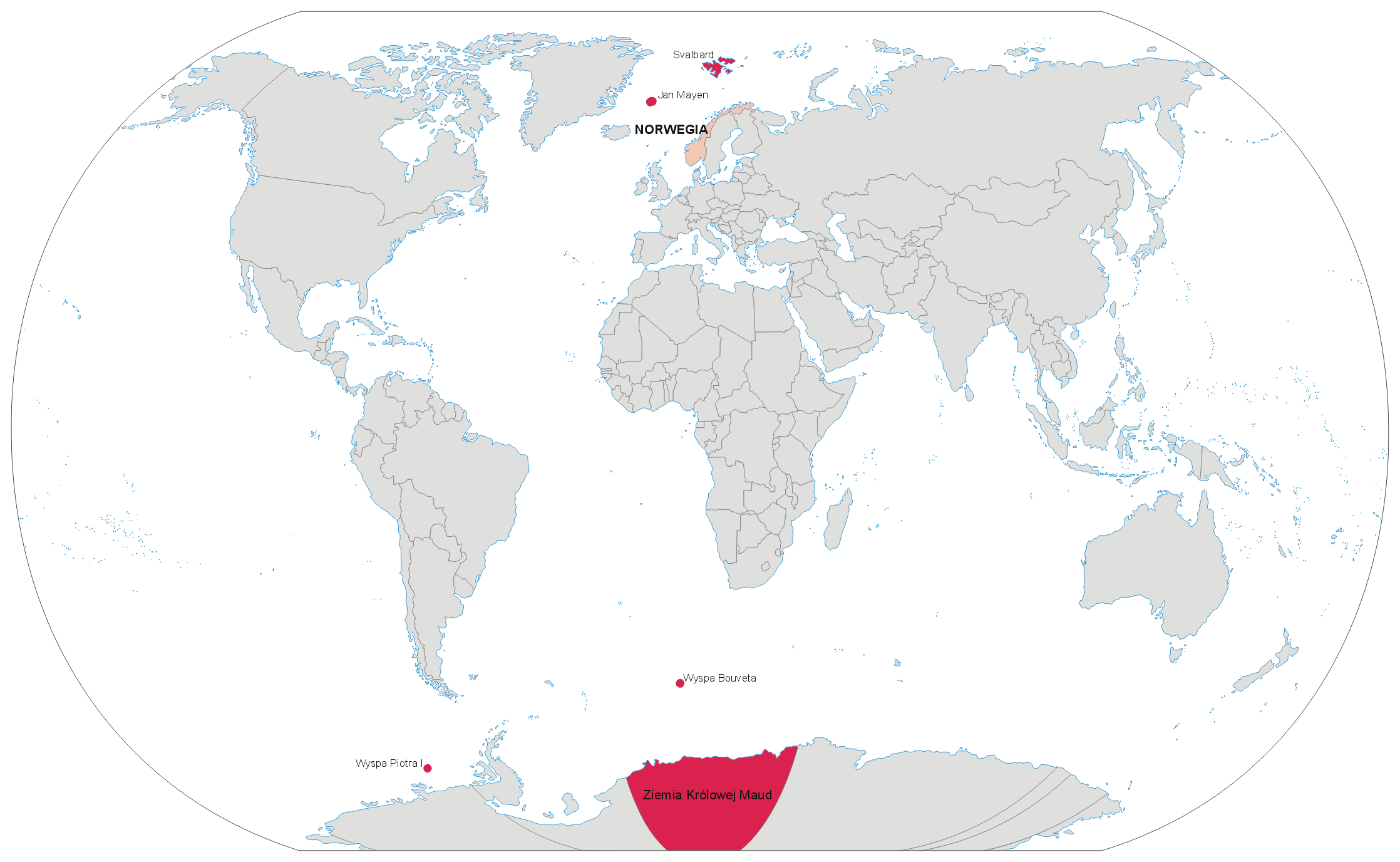
Norvégia és külbirtokai: a Spitzbergák, a Jan Mayen-sziget, az I. Péter-sziget, a Bouvet-sziget és a Maud királyné föld

A Norvég Királyság részét képezi Svalbard és Jan Mayen-sziget is. A Bouvet-sziget az Atlanti-óceán déli részén és az I. Péter-sziget a Csendes-óceánon Norvégia függő területei (de nem részei a királyságnak); ezeken kívül jogot formál az antarktiszi Maud királyné földre is, ahol az állandó Troll kutatóállomás működik.
323 802 km2-es területével (Svalbard, Jan Mayen és más tengeren túli területek nélkül) nagyobb, mint Olaszország vagy az Egyesült Királyság, de az ország nagy része hegyvidékes, korábban gleccserek által szabdalt terület. A legnevezetesebb földrajzi formák a fjordok: mély, gleccservájta völgyek, amelyeket a kainozoikumi eljegesedés máig tartó interglaciálisában a tenger elárasztott. A leghosszabb a Sogne-fjord. Számos gleccser és vízesés is található az országban. Nyugat-Norvégia fjordjai – a Geiranger-fjord és a Nærøy-fjord – a természeti világörökség részei.
Az ország főként gránit és gneisz sziklákon fekszik, de a pala, a mészkő és a homokkő is gyakori.
Norvégiát hagyományosan öt földrajzi régióra tagolják:
- Nord-Norge
- Trøndelag
- Vestlandet
- Østlandet
- Sørlandet

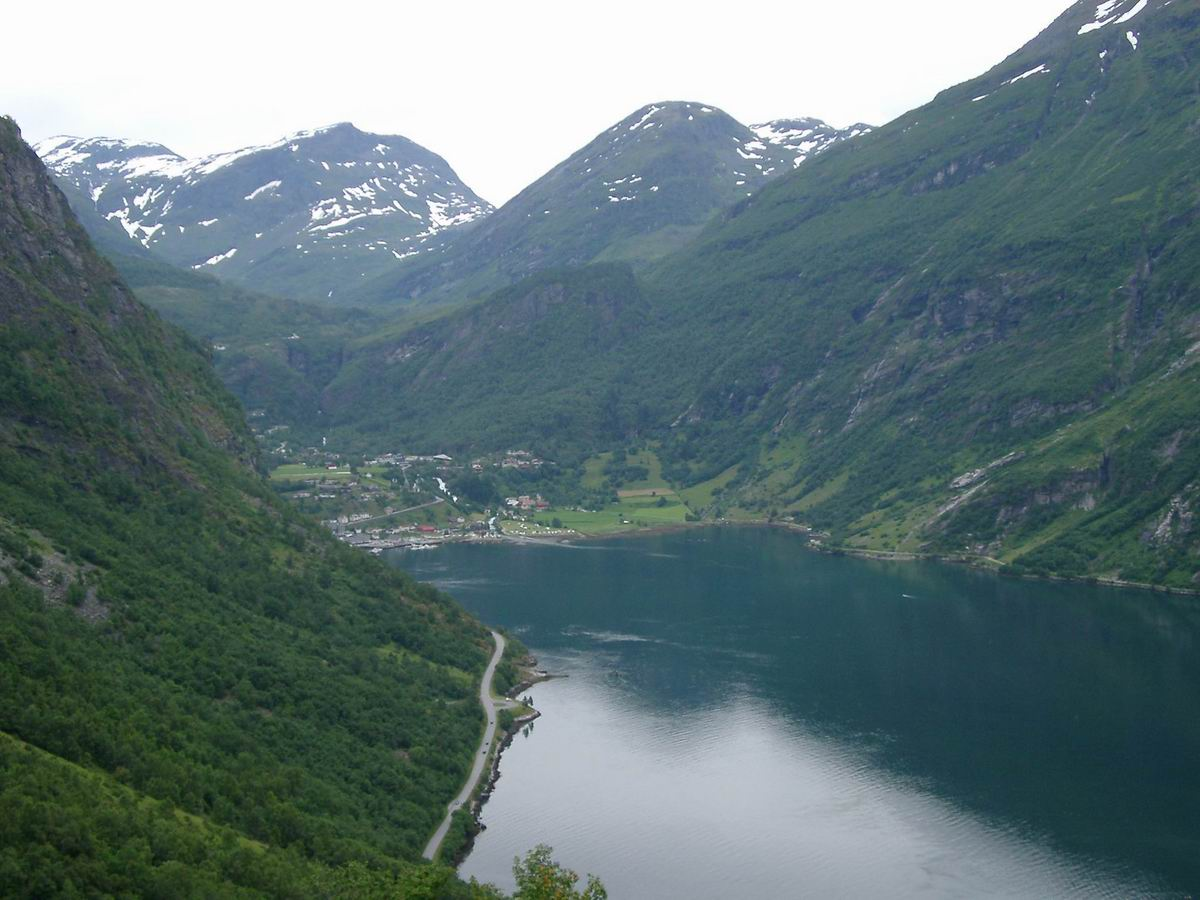
Jellemző norvég falusi táj
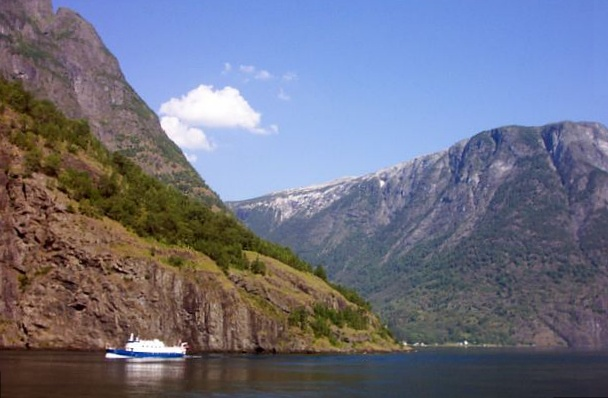
A Nærøy-fjord
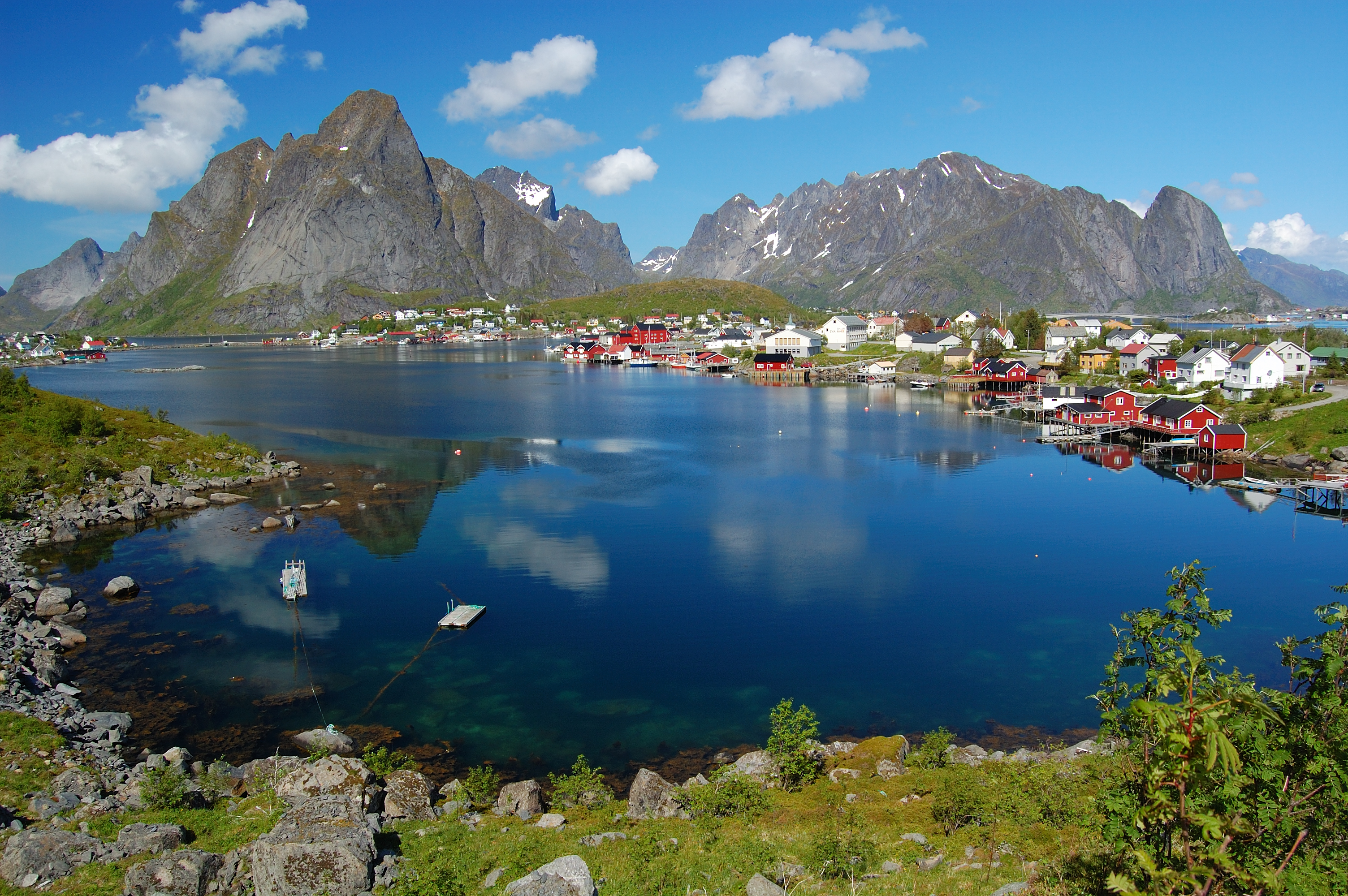
Reine környéke az ország északi részén

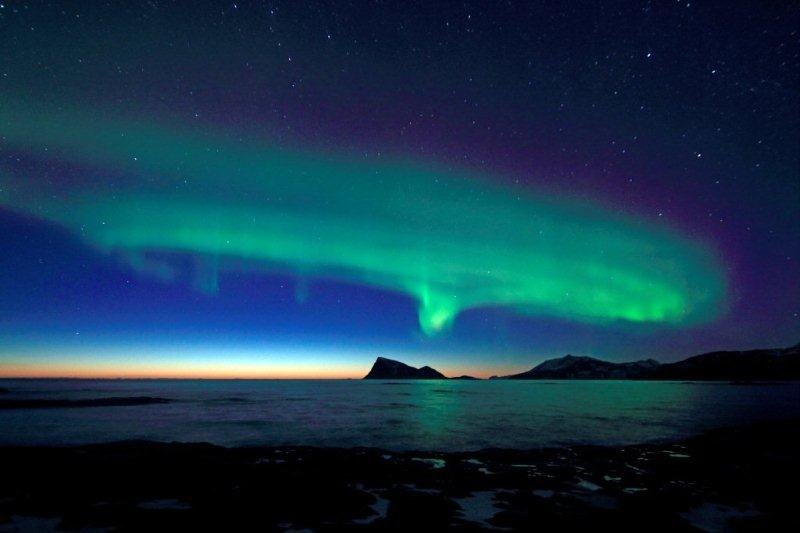
Sarki fény Tromsønál

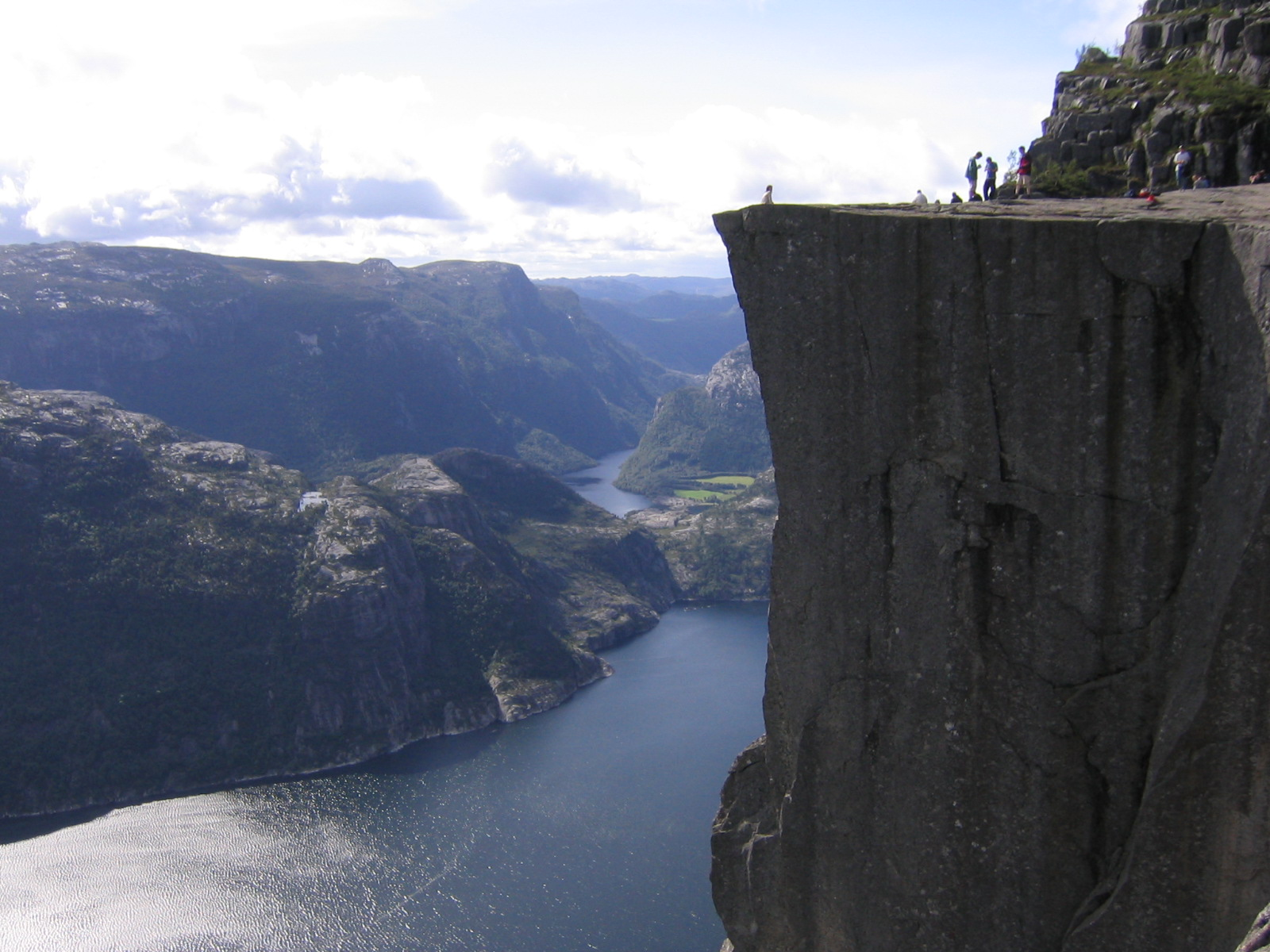
Tájkép, Preikestolen

### Éghajlat
A Golf-áramlatnak köszönhetően a szélességi fokon szokásosnál magasabb a hőmérséklet és több a csapadék, főként a partvidéken. A négy évszak egyértelműen elkülönül; a belső területeken kevesebb a csapadék, és hidegebbek a telek. Az ország északi része szubarktikus, míg Svalbard sarkvidéki tundra éghajlatú.
A napsütéses órák száma évszakonként jelentősen eltér. Az északi sarkkörön túli területeken a nyári nap le sem nyugszik (innen ered az „éjféli nap országa” kifejezés), de a délebbi területeken is mintegy napi 20 órán át tart a világosság.

## Történelem

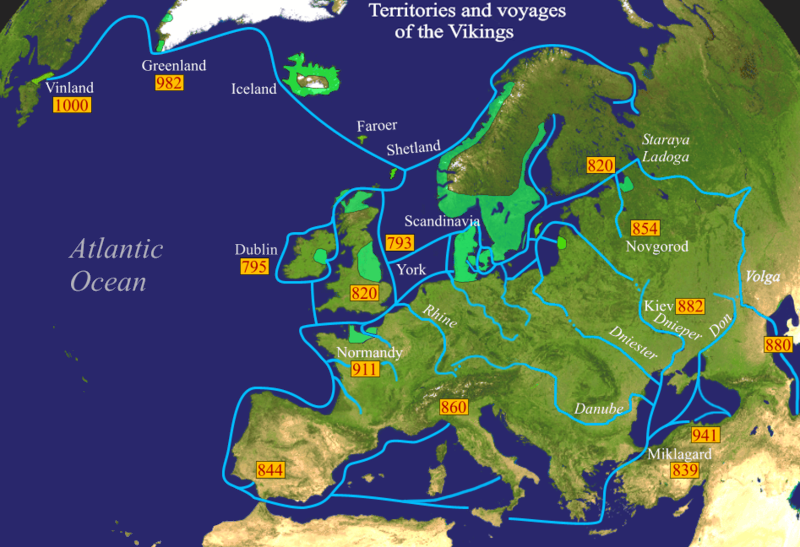
A viking kalandozások (kék vonallal jelezve)

A mai Norvégia területén elhelyezkedő kis királyságokat meghódítva Széphajú Harald 872-ben megalapította az egységes norvég államot.

A kalmari unió 1500 körül

A merész viking hajósok felfedezték és benépesítették Izlandot. 1000 körül eljutottak Grönlandra és az észak-amerikai partokra is. A 13. században sikerült megszilárdítani a királyi hatalmat. Norvégia meghódította Grönlandot és Izlandot, és 1319 és 1363 között Svédországgal, valamint 1380-tól Dániával perszonálunióban állt. Ezt követően az ország történelme szorosan összefonódott a szomszédos skandináv államokéval. 1397 és 1524 közt Norvégia Dániával és Svédországgal együtt a Margit királynő által 1397-ben létrehozott kalmari unió részét képezte. 1523-ban Svédország kivált az Unióból, így az egy év múlva felbomlott. Norvégia Dánia egyik tartománya lett, vagyis Dánia királyai 1814-ig Norvégia uralkodói is voltak. 1537-ben Norvégiában bevezették a protestantizmust, megszüntették a trondheimi érsekséget. Megszűnt a zarándoklat Nidarosba, Szent Olaf sírjához, ami elvágta Norvégia kulturális és gazdaság kapcsolatait Európa többi részével. Ettől kezdve az egyházi jövedelmek Koppenhágába folytak. Egyébként is a koppenhágai királyi udvarban összpontosult Norvégia intellektuális és gazdasági ereje.
1814-ben a kieli békében Dánia lemondott Norvégiáról, ám Svédország katonai erővel ismét perszonálunióba kényszerítette, ami 1905. június 7-éig állt fenn. A 19. században virágzott a norvég romantikus nemzeti mozgalom, a norvégok igyekeztek kialakítani saját nemzeti karakterüket. A mozgalom a kulturális élet minden területére kiterjedt, beleértve az irodalmat (Henrik Wergeland, Bjørnstjerne Bjørnson, Peter Christen Asbjørnsen, Jørgen Moe, Henrik Ibsen), a festészetet (Hans Gude, Edvard Munch, Adolph Tidemand), a zenét (Edvard Grieg). Szabályozták a nyelvet, ennek eredményeként ma Norvégiában két írott nyelv van, mindkettő hivatalos formája a norvégnak: a bokmål és a nynorsk.
Norvégia 1905. június 7-én békésen elvált Svédországtól. Miután az államformáról döntő népszavazáson a monarchia többséget kapott a köztársasággal szemben, a norvég kormány meghívta a trónra Carl dán herceget és a parlament egyhangúlag királlyá választotta őt. A VII. Haakon nevet vette fel, Norvégia középkori független királyai után. 1898-ban minden férfi szavazati jogot kapott, 1913-ban pedig minden nő is.
Mindkét világháborúban semleges kívánt maradni Norvégia, de a második világháborúban 1940. április 9-én Németország megtámadta. A szövetségesek is tervezték Norvégia megszállását, és a brit flotta elaknásította Norvégia partmenti vizeit, ugyancsak 1940 áprilisában. Norvégiát felkészületlenül érte a meglepetésszerű német támadás, de két hónapon át katonailag ellenállt. A megszállás idején Norvégiáé volt a világ negyedik legnagyobb kereskedelmi flottája. Ezek a hajók nem kerültek német kézre, hanem részt vettek a szövetségesek minden hadműveletében Dunkerque kiürítésétől a normandiai partraszállásig.
A háború után a szociáldemokraták jutottak hatalomra, a hidegháború idején ők irányították az országot. 1949-ben Norvégia csatlakozott a NATO-hoz, szoros szövetségese volt az Amerikai Egyesült Államoknak. Két népszavazást is tartottak a csatlakozásról az Európai Unióhoz; mindkétszer a csatlakozás ellenzői győztek kis többséggel: 1972-ben és 1994-ben.

## Államszervezet és közigazgatás

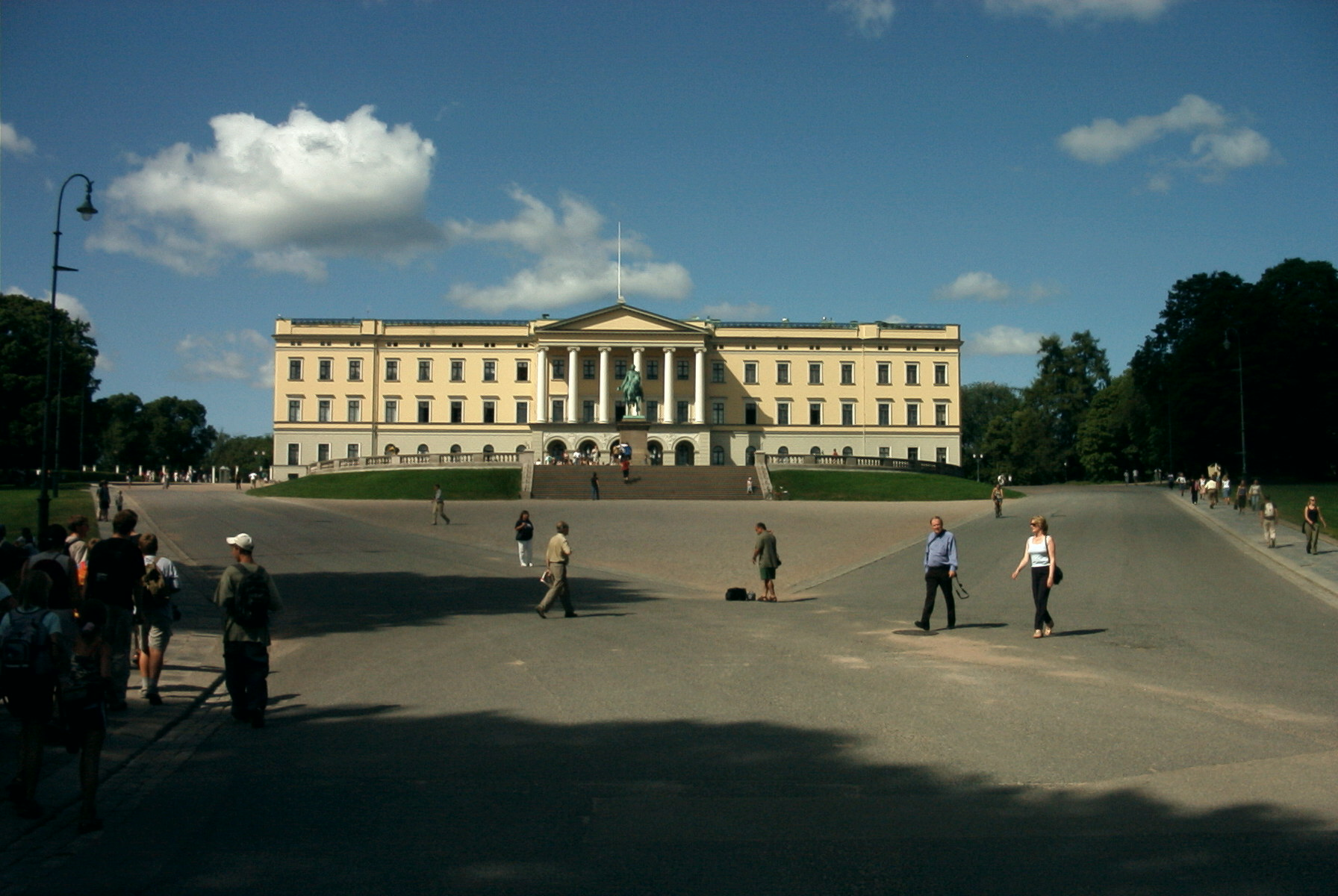
A királyi palota Oslóban

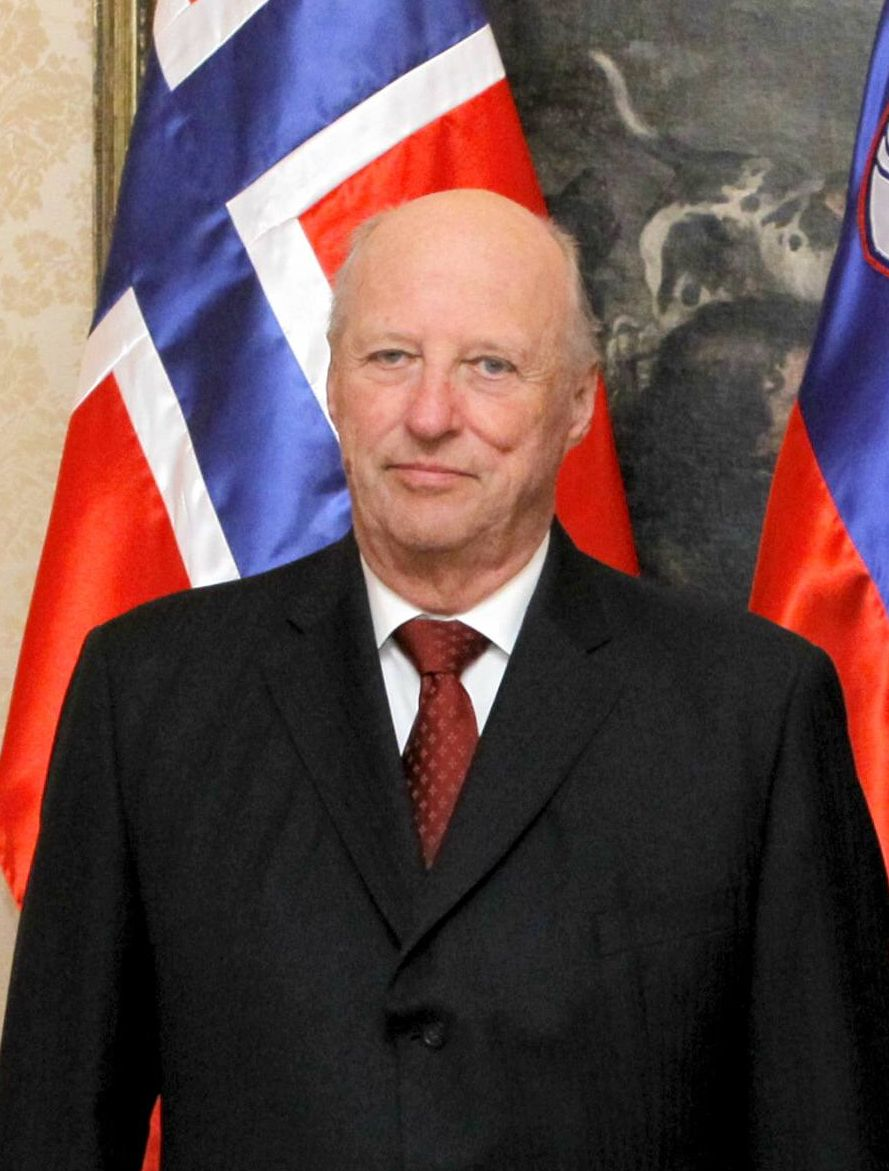
V. Harald norvég király

### Alkotmány, államforma

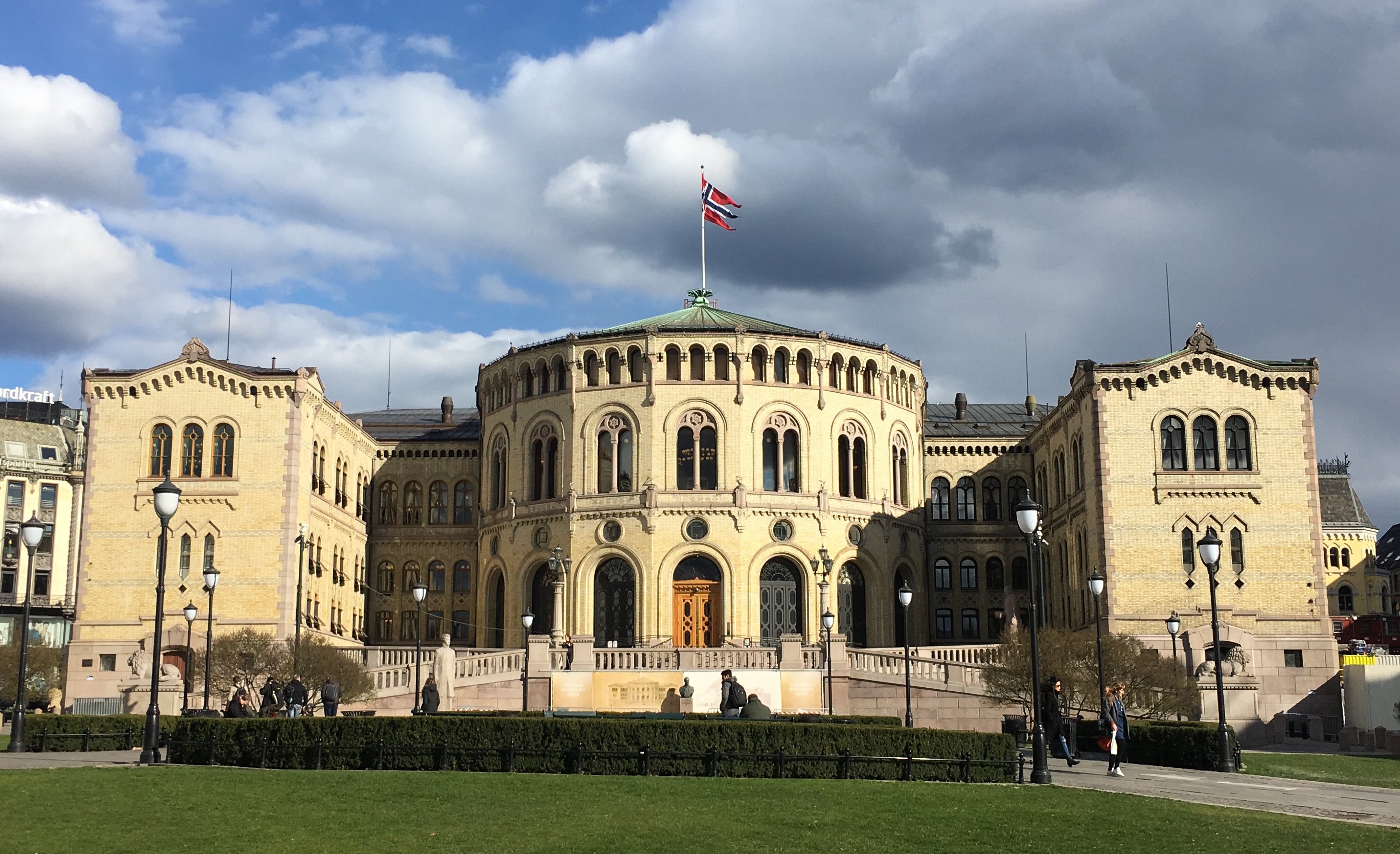
A norvég parlament, a Storting épülete Oslóban

Norvégia parlamentáris-demokratikus alapokon álló, alkotmányos monarchia. Az állam feje a király: ő a fegyveres erők főparancsnoka, és az egyház feje. Az uralkodó jelenleg V. Harald (1991. január 17-e óta).

### Törvényhozás, végrehajtás, igazságszolgáltatás
Legfelső törvényhozó szerve a Storting nevű parlament, a norvég parlamentarizmus bevezetése óta (1884) Norvégia legjelentősebb politikai testülete. 165 tagja van, akiket négyévenként választanak meg. A mandátumokat az arányos képviselet elve alapján osztják szét.
Legfelsőbb végrehajtó szerve az Államtanács, melyet a király megbízására a választásokon győztes párt alakít meg. A kormányt a Storting képviselői közül választják.

### Politikai pártok
- Munkáspárt (szociáldemokrata)
- Haladás Párt (liberálkonzervatív)
- Konzervatív Párt
- Szocialista Baloldali Párt
- Keresztény Néppárt
- Centrumpárt
- Venstre (szociálliberális)
- Vörös Választási Szövetség (marxista)

### Közigazgatási beosztás

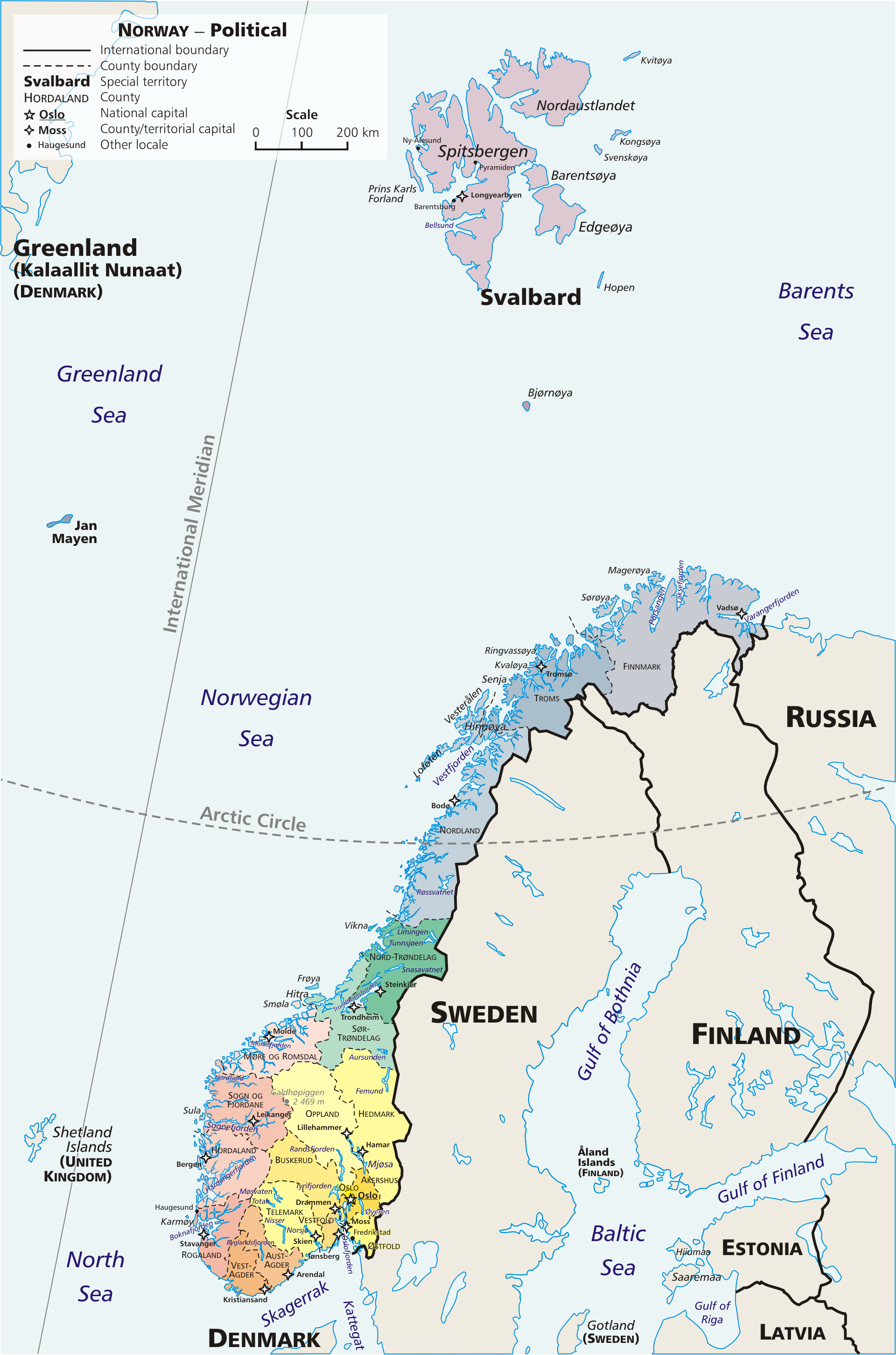
Norvégia közigazgatási térképe 2017

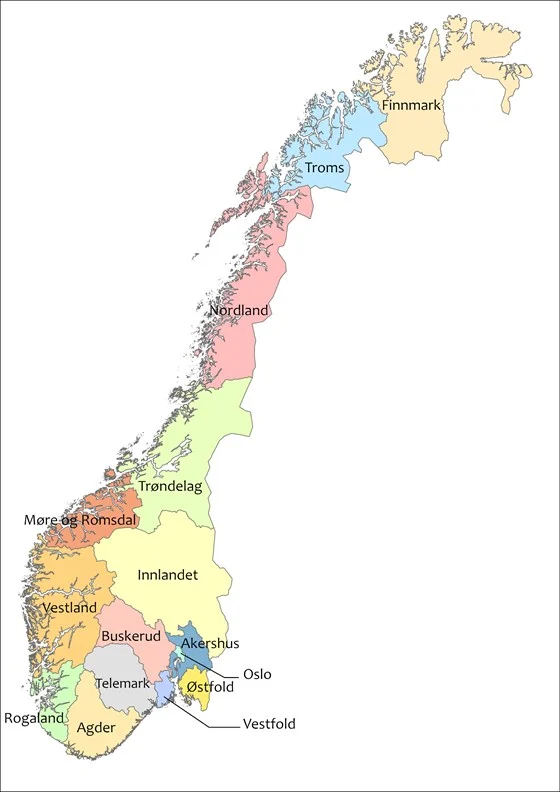
Norvégia 15 megyéje (2024)

Lásd még: a Norvégia hagyományos régiói cikket
| #  | Megye (2024)    | Székhely     |
| -- | --------------- | ------------ |
| 3  | Oslo            | Oslo         |
| 11 | Rogaland        | Stavanger    |
| 15 | Møre og Romsdal | Molde        |
| 18 | Nordland        | Bodø         |
| 31 | Østfold         | Sarpsborg    |
| 32 | Akershus        | Oslo         |
| 33 | Buskerud        | Drammen      |
| 34 | Innlandet       | Hamar        |
| 39 | Vestfold        | Tønsberg     |
| 40 | Telemark        | Skien        |
| 42 | Agder           | Kristiansand |
| 46 | Vestland        | Bergen       |
| 50 | Trøndelag       | Steinkjer    |
| 55 | Troms           | Tromsø       |
| 56 | Finnmark        | Vadsø        |

| Megye (2017)     | Székhely     | Népesség (fő) | Régió          |
| ---------------- | ------------ | ------------- | -------------- |
| Akershus         | Oslo         | 573 326       | Østlandet      |
| Aust-Agder       | Arendal      | 113 518       | Sørlandet      |
| Buskerud         | Drammen      | 271 252       | Østlandet      |
| Finnmark         | Vadsø        | 75 207        | Észak-Norvégia |
| Hedmark          | Hamar        | 194 236       | Østlandet      |
| Hordaland        | Bergen       | 503 100       | Vestlandet     |
| Møre og Romsdal  | Molde        | 266 600       | Vestlandet     |
| Nord-Trøndelag   | Steinkjer    | 134 118       | Trøndelag      |
| Nordland         | Bodø         | 240 527       | Észak-Norvégia |
| Oppland          | Lillehammer  | 187 723       | Østlandet      |
| Oslo             | Oslo         | 2 454 712     | Østlandet      |
| Rogaland         | Stavanger    | 472 300       | Vestlandet     |
| Sogn og Fjordane | Leikanger    | 109 700       | Vestlandet     |
| Sør-Trøndelag    | Trondheim    | 351 805       | Trøndelag      |
| Telemark         | Skien        | 171 333       | Østlandet      |
| Troms            | Tromsø       | 161 771       | Észak-Norvégia |
| Vest-Agder       | Kristiansand | 177 906       | Sørlandet      |
| Vestfold         | Tønsberg     | 240 398       | Østlandet      |
| Østfold          | Sarpsborg    | 284 493       | Østlandet      |

## Népesség

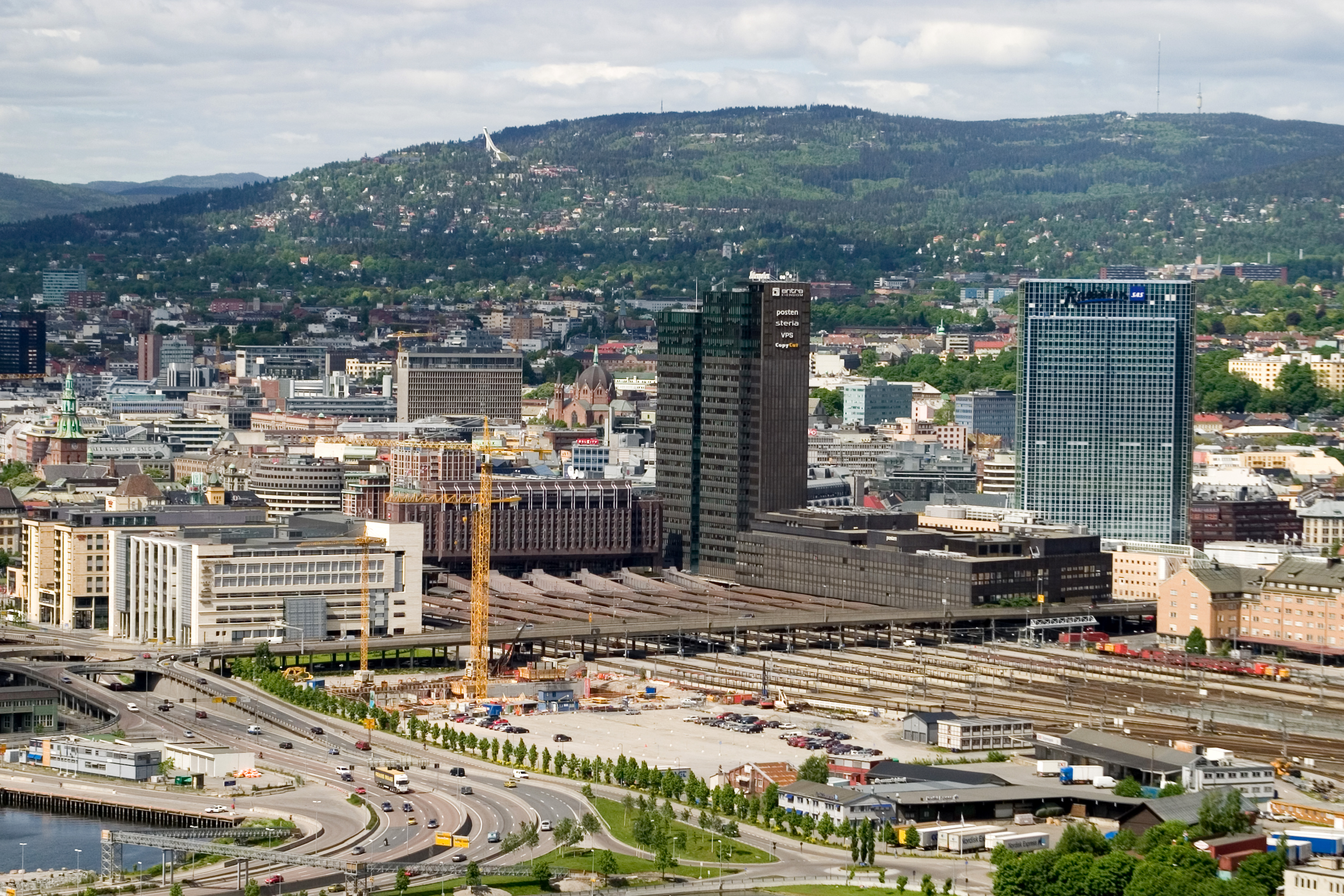
Oslo központja

### Általános adatok
Norvégia lakosság 5 323 933 (2018) éves növekedése 0,4%. A bevándorlás teszi ki a lakosság növekedésének több mint felét, a bevándorlók a lakosság 7,9%-át tették ki 2005-ben.

### Népességének változása
| Lakosok száma | 3 581 239 | 3 784 539 | 3 985 258 | 4 099 702 | 4 209 488 | 4 381 336 | 4 564 855 | 4 889 252 | 5 295 619 | 5 594 340 |
|               | 1960      | 1967      | 1974      | 1981      | 1988      | 1996      | 2003      | 2010      | 2018      | 2025      |

### Legnépesebb települések

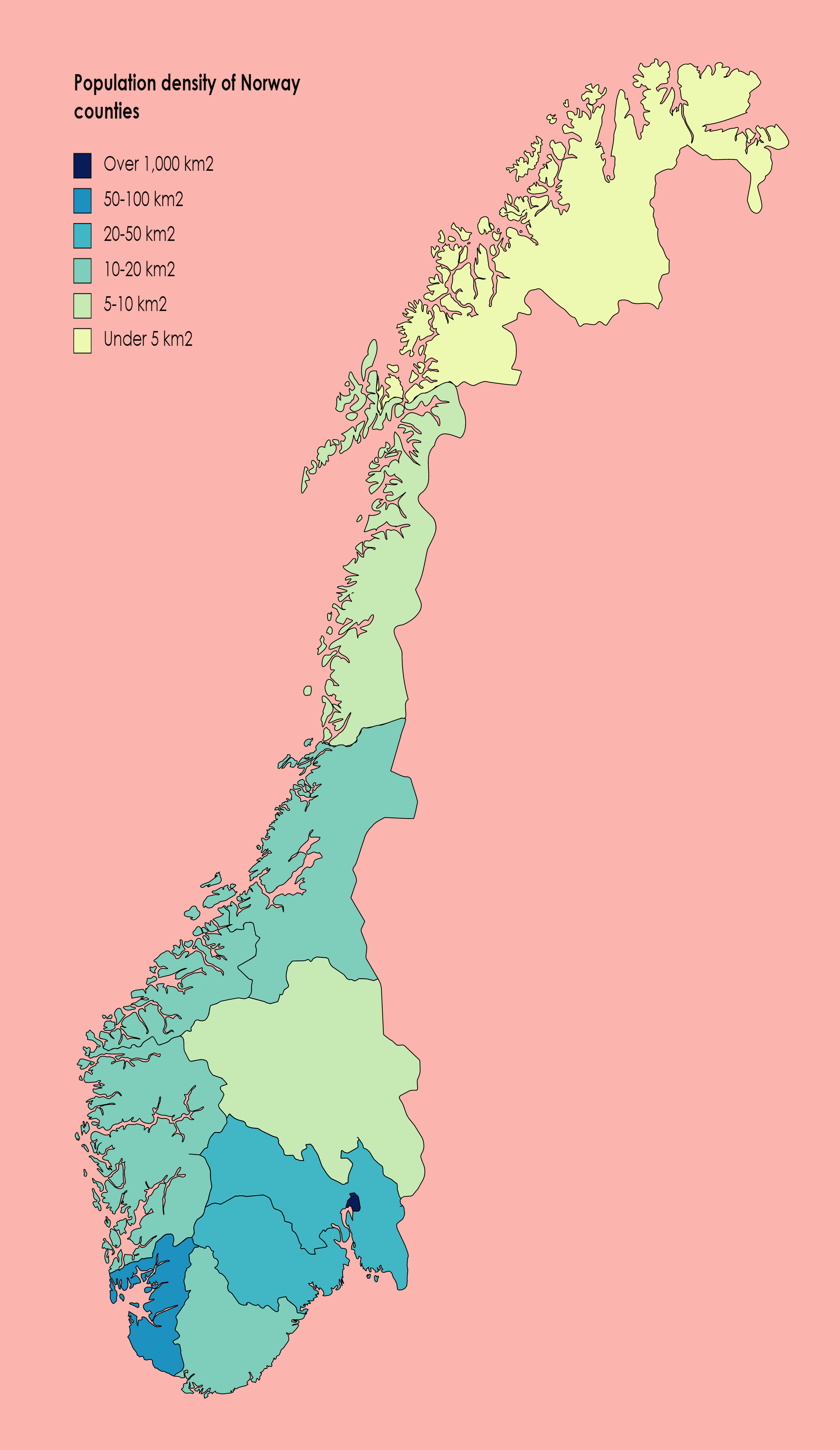
Norvégia népsűrűsége 2020-ban

Norvégia hivatalos írásbeli nyelve

| bokmål nynorsk semleges |

### Etnikai megoszlás
2012-ben a teljes népesség 86,2%-a tartozott a norvég etnikai csoporthoz.
Norvégiába folyamatosan bevándorlók érkeznek, főleg Dél-Ázsiából, a Közel-Keletről, Északkelet-Afrikából és Kelet-Európából. 2020-ban közel 800 ezer emigránst, illetve mintegy 190 ezer olyan norvégiai születésűt tartottak nyilván, akinek mindkét szülője emigráns volt.
| #   | Bevándorlók eredete | Számuk 2020-ban |
| --- | ------------------- | --------------- |
| 1.  | Lengyelország       | 115 416         |
| 2.  | Litvánia            | 47 304          |
| 3.  | Svédország          | 44 773          |
| 4.  | Szomália            | 43 273          |
| 5.  | Pakisztán           | 41 674          |
| 6.  | Szíria              | 36 000          |
| 7.  | Irak                | 31 026          |
| 8.  | Eritrea             | 22 268          |
| 9.  | Németország         | 28 258          |
| 10. | Fülöp-szigetek      | 26 334          |

### Vallási megoszlás
A 2010-es években a népesség kb. 71,5%-a tartozik a nemzeti evangélikus Norvég Egyházhoz. Vannak más keresztény felekezetek is, amelyek együttesen a népesség kb. 5%-át teszik ki. Ide tartozik a norvég pünkösdi mozgalom, a római katolikus egyház, a baptisták, az Üdvhadsereg, a metodisták vagy a hetednapi adventisták.

### Nyelv
Az ország hivatalos nyelve a norvég. Két írott változata a bokmål és a nynorsk.
Az országban sok nyelvjárást is beszélnek, amelyek között nagy különbségek is lehetnek. Hat hivatalos kisebbségi nyelv is létezik; ezek közé tartoznak a számi nyelvek is.

### Oktatási rendszer

#### Egyetemek
| Egyetem                                                                                         | Alapítva                                    | Hallgatók száma | Munkavállaló |
| ----------------------------------------------------------------------------------------------- | ------------------------------------------- | --------------- | ------------ |
| Oslói Egyetem                                                                                   | 1811                                        | 30 345          | 4 600        |
| Bergeni Egyetem                                                                                 | 1946                                        | 17 000          | 3 000        |
| Tromsøi Egyetem – a „világ legészakibb egyeteme”                                                | 1972                                        | 9 000           | 2 500        |
| Norvég Műszaki és Tudományos Egyetem                                                            | 1996 (több műszaki egyetem összevonásából)  | 20 000          | 3 500        |
| Környezet- és Élettudományi Egyetem Archiválva 2021. március 9-i dátummal a Wayback Machine-ben | 2005 (volt főiskola)                        | 2 800           | 870          |
| Stavangeri Egyetem                                                                              | 2005 (volt főiskola)                        | 9 000           | 910          |
| Agderi Egyetem Archiválva 2011. október 5-i dátummal a Wayback Machine-ben                      | 2007 (zuvor Hochschule Agder)               | 8 000           | 800          |
| OsloMet                                                                                         | 2011 (volt főiskola Oslóban és Akershusban) | 20 000          | 2 100        |
| Nord universitet                                                                                | 2016 (volr több főiskola)                   | 12 000          | 1 200        |
| Universitetet i Sørøst-Norge                                                                    | 2018 (volt főiskola)                        | 18 000          | 1 360        |

### Szociális rendszer
Az egészségügyi kiadások a GDP 9,07%-át teszik ki. A gyermekhalandóság alacsony: 1 000-ből 2 gyerek hal meg. A születéskor várható élettartam 81,5 év.

## Gazdaság

Az egy főre jutó GDP változása más fejlett országokkal összehasonlítva, 2006–2013 között. Norvégia = Norway

Az állam területének csaknem háromnegyede terméketlen. Az Oslói- és a Trondheimi-medencén kívül a fjordok keskeny partszegélyein találhatók művelhető földek.
Az ipari forradalom előtt Norvégia gazdasága nagyrészt a mezőgazdaságon, a fakitermelésen és a halászaton alapult. A norvégok általában szűkös körülmények között éltek, bár az éhínség ritka volt.
Gazdasági életében a kőolaj és a tenger játssza a legfőbb szerepet.
Az 1980-as évek óta a kőolajipar volt a legjövedelmezőbb ipar a norvég állam számára. A kitermelt kőolaj szinte egészét exportálják, ezáltal óriási jövedelemre tesznek szert. A készletek gyors fogyatkozása miatt azonban hamarosan elveszítheti az ország e legjelentősebb jövedelemforrását. A gazdasági visszaesés megakadályozása érdekében létrehozták a Nemzeti Kőolaj Alapot, amelyre évek óta félretesznek az állami költségvetésből. 2017-re Norvégia állami vagyonalapja elérte az egybillió, avagy ezer milliárd dollárt. 2024-ben Európában a harmadik az egy főre jutó GDP mértékében.
Norvégia – az állandó, bő vízhozamú, nagy esésű folyókra telepített vízerőműveknek köszönhetően – első az egy főre jutó villamosenergia termelésben a világon.
Ennek az energiának a segítségével a következő iparágakat tudják fenntartani: színesfémkohászat, aluminiumtermelés, ötvözetgyártás, ammóniaelőállítás, elektrokémiai ipar.
Távlatilag jelentős gazdasági szerepe lehet az ország délkeleti részén 2024-ben felfedezett, európai viszonylatban nagyon jelentős ritkaföldfém-oxid lelőhelynek.
A meleg Golf-áramlat és a hideg parti vizek öve rengeteg halat biztosít. Norvégia halászata és halfeldolgozó ipara Európában vezető helyen áll. A legjelentősebb zsákmány, a legfontosabb kiviteli cikkek – a halkonzerv és a mélyhűtött hal – alapját képező tőkehal és hering. A halat úszó halfeldolgozó gyárakban dolgozzák fel. A halkonzerven és a mélyhűtött halon kívül hallisztet és halolajat is készítenek.
A halászat mellett kiemelkedő szerepet játszik az ország életében a tengerhajózás. Az ország rendelkezik bérfuvarozásra is alkalmas kereskedelmi flottával. A tenger egész éven át jégmentes, ezért az országon belüli kereskedelemben és teherforgalomban is nagy szerepet játszik.

### Külkereskedelem
- Főbb exportcikkek: kőolaj és kőolajtermékek, gépek és berendezések, megmunkált fémek, vegyi anyagok, hajók, hal
- Főbb importcikkek: gépek és berendezések, vegyi anyagok, fémek, élelmiszerek

Főbb kereskedelmi partnerek 2017-ben:
- Export:  Egyesült Királyság 21,1%,  Németország 15,5%,  Hollandia 9,9%, Svédország 6,6%, Franciaország 6,4%, Belgium 4,8%, Dánia 4,7%, Egyesült Államok 4,6%
- Import:  Svédország 11,4%,  Németország 11%,  Kína 9,8%, USA 6,8%, Dél-Korea 6,7%, Dánia 5,4%, Egyesült Királyság 4,7%

## Közlekedés

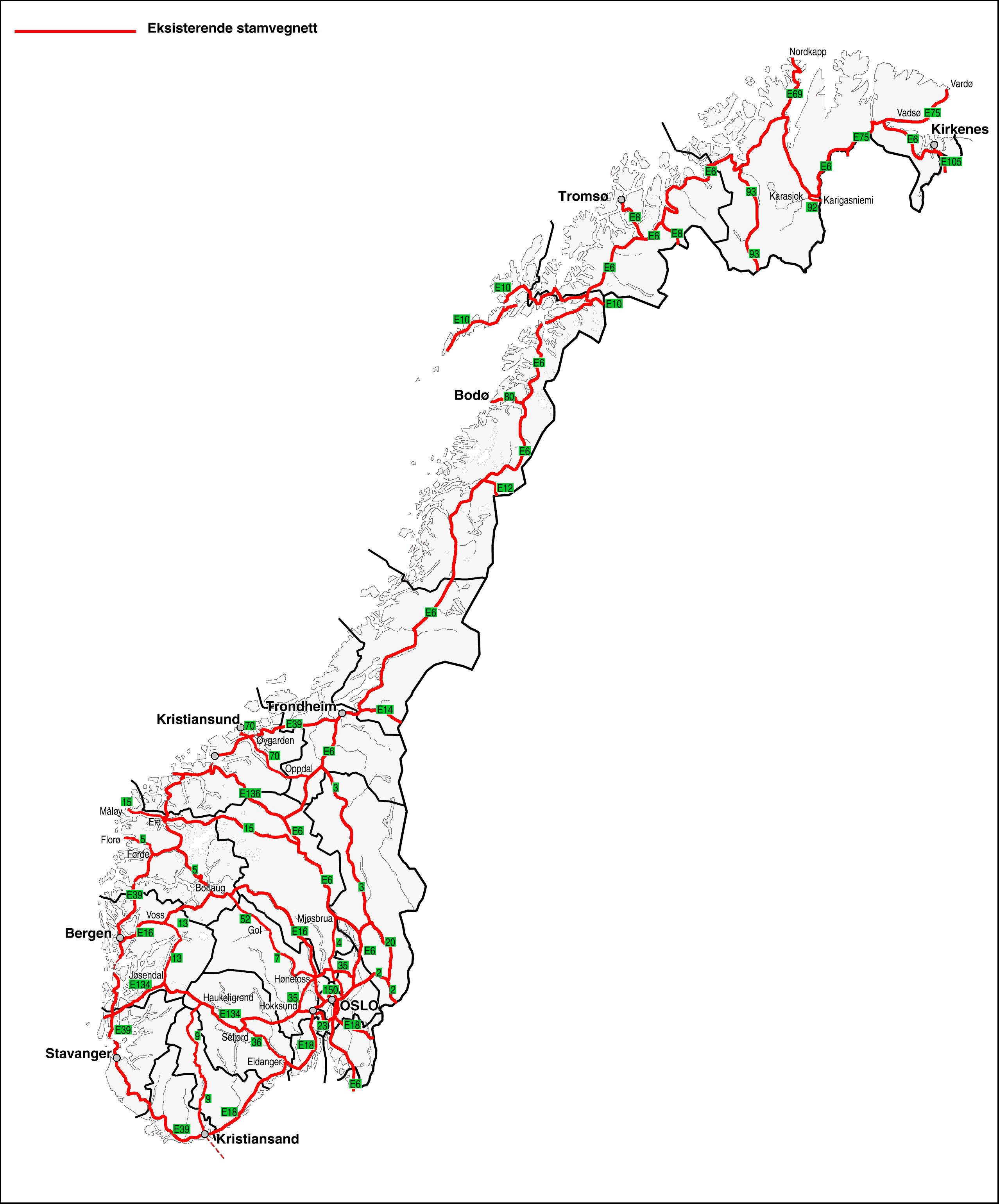
Norvégia főútjai

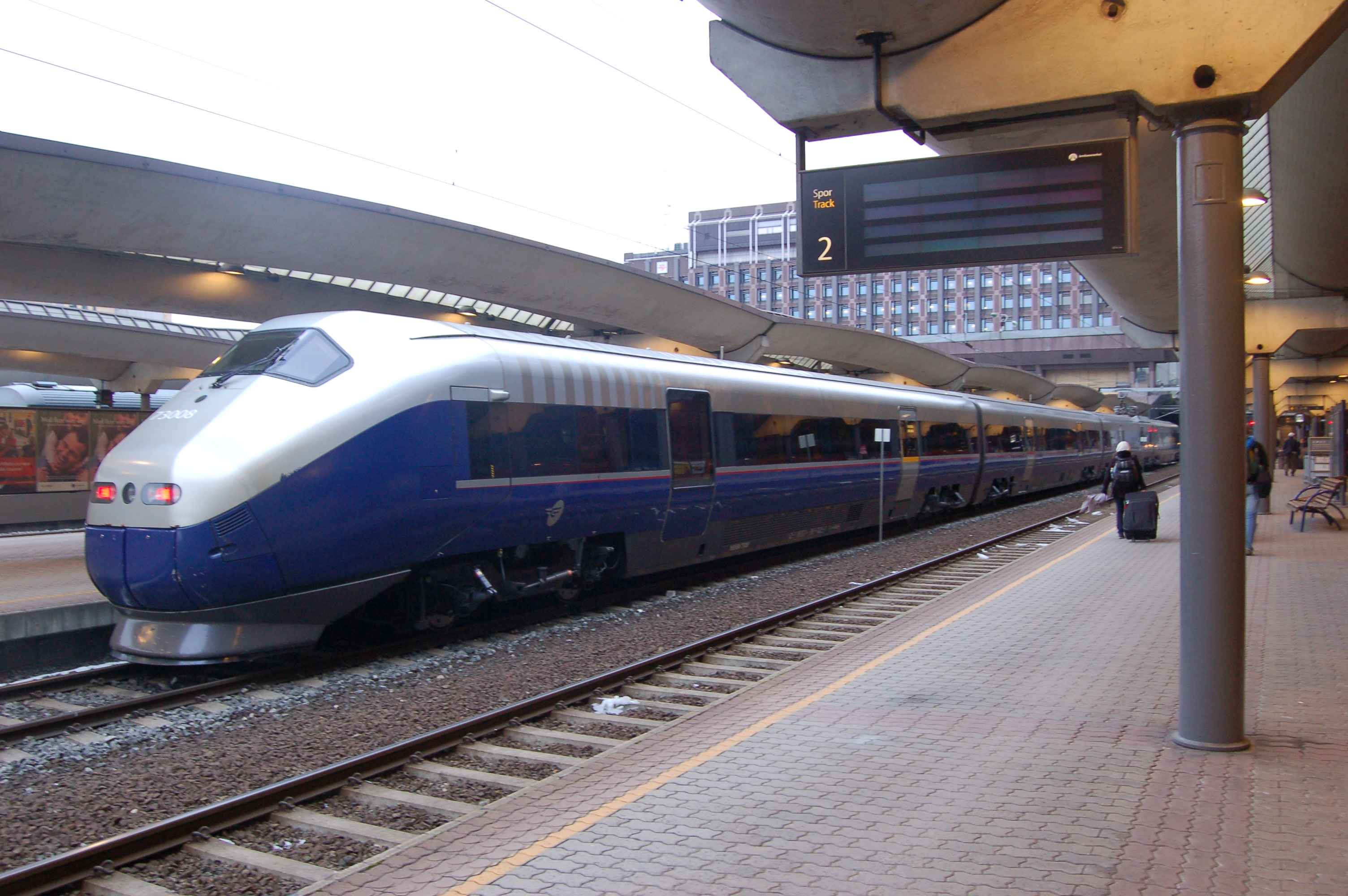
A norvég vasút nagysebességű NSB 73 vonata Oslo állomásán

A földrajzi adottságaiból eredően Norvégia komoly vízi szállítási hagyományokkal rendelkezik. A 20. század során a közúti, vasúti és légi közlekedés aránya számottevően növekedett. 2008-ban az utasszállítás 8%-a tömegközlekedéssel történt; a közúti szállítás pedig a meghatározó szállítási mód.

### Közút
2008-ban Norvégiában a közúti hálózat 92 ezer km, amelyből 72 ezer km volt burkolt és 664 km autópálya. Autópályák csak a legnagyobb városok környékén vannak.
A legfontosabb országos útvonalak az európai útvonalrendszer részét képezik. Az E6 számú főút észak–déli irányban az egész országot átszeli, míg az E39-es főútvonal a nyugati parton Trondheimtól dél felé halad. Jelenleg építés alatt áll a E39-es út azon szakasza, amely várhatóan 2033-ra készül majd el egy sor új alagúttal és híddal, köztük a 27 kilométer hosszú tenger alatti Rogfast alagúttal, amely Stavangert és Haugesundot fogja összekötni.
Az alacsony népsűrűség miatt a tömegközlekedés kevésbé kiépített a vidéki régiókban, de a városokban és a városok környékén fejlett a tömegközlekedés.
A 2010-es években az egy főre jutó hibrid elektromos járművek állománya Norvégiában volt a világon a legnagyobb, Oslóra pedig a világ elektromos autóinak „fővárosaként” tekintettek.

### Vasút
Oslo és az ország déli részén elhelyezkedő nagyvárosokat fejlett vasúthálózat köti össze. Az ország északi részén nincsen vasúti közlekedés, dél felől északi irányban Bodø az utolsó város, amit vasúton el lehet érni. Ettől északabbra csupán egy vasútvonal (a Malmbanan) húzódik, amely Svédországból Narvikig tart. Ez a kibányászott svéd ásványkincsek kikötőbe történő eljuttatása érdekében került megépítésre.

### Vízi
A fjordokban és sok sziget közlekedésében a kompok nélkülözhetetlen szállítási eszközök.
A part menti vízi útvonalon (Hurtigruten) Bergen és Kirkenes között személyszállítást végeznek, menetrendszerinti napi járatokkal, egész éven át. Az észak felé tartó járatok 34, míg a dél felé tartó járatok 33 kikötőt érintenek. Tromsø városától északra eső kikötők esetében teherszállítási tevékenységet is folytatnak.
Legnagyobb kikötők:
- Bergen (NOBGO)
- Bodø (NOBOO)
- Narvik (NONVK)
- Oslo (NOOSL)
- Stavanger (NOSVG)
- Tromsø (NOTOS)

### Légi
Norvégiában számos repülőtér található. Az Oslo–Gardermoeni repülőtér a legforgalmasabb, azt követi a Bergeni, a Trondheimi, és a Stavangeri, majd a Tromsøi repülőtér. A Sandefjordi Torp repülőtér Oslótól 88 km-re délre fekszik és főként regionális és diszkont járatok használják.
A nagy távolságok miatt a Északi sarkkörön túli tájakon az 1970-es évek óta olyan településeken is üzemelnek repülőterek, ahol a lakosság száma nem éri el az ezer főt. Ezeken a helyeken a kifutópályák rövidek és csak helyi járatok, kisebb méretű repülőgépek számára lehetséges a közlekedés. Háromból két norvég egy órán belüli utazással el tudja a legközelebbi repülőteret érni.
A 2025-ben üzemelő repülőterek a következők:
Ålesund (AES), Alta (ALF), Andenes (ANX), Bardufoss (BDU), Batsfjord (BJF), Bergen (BGO), Berlevåg (BVG), Bodø (BOO), Brønnøysund (BNN), Florø (FRO), Førde (FDE), Hammerfest (HFT), Harstad-Narvik (EVE), Hasvik (HAA), Haugesund (HAU), Honningsvåg (HVG), Kirkenes (KKN), Kristiansand (KRS), Kristiansund (KSU), Lakselv (LKL), Leknes (LKN), Mehamn (MEH), Mo i Rana (MQN), Molde (MOL),  Mosjøen (MJF), Namsos (OSY), Narvik (NVK), Ørland (OLA), Ørsta–Volda (HOV), Oslo (OSL),  Rørvik (RVK),  Røros (RRS),  Røst (RET), Sandane (SDN), Sandefjord (TRF),  Sandnessjøen (SSJ), Sogndal (SOG),  Sørkjosen (SOJ), Stavanger (SVG), Stokmarknes (SKN), Stord (SRP), Svolvær (SVJ),  Tromsø (TOS), Trondheim (TRD), Vadsø (VDS), Værøy (VRY), Vardø (VAW)

## Telekommunikáció
| Hívójel prefix | LA-LN, JW-JX, 3Y |
| ITU zóna       | 28               |
| CQ zóna        | 14               |

## Kultúra
Norvégia kultúrája szorosan kapcsolódik az ország történelméhez és földrajzához. A 19. században a norvég kultúra virágzott, amikor az irodalom, a művészet és a zene területén tettek erőfeszítéseket az önálló identitás elérésére. Ez ma folytatódik az előadóművészetben, valamint a kiállítások, kulturális projektek és műalkotások állami támogatásának eredményeként.

## Turizmus
2008-ban Norvégia a 17. helyet foglalja el a Világgazdasági Fórum utazási és turisztikai versenyképességi jelentésében. A turizmus a 2016. évi jelentés szerint a bruttó hazai termék 4,2%-át tette ki. Az országban tizenöt emberből egy dolgozik az idegenforgalom területén. A turizmus szezonális Norvégiában. A turisták több mint fele májustól augusztusig látogatja meg az országot.
A leginkább látogatott helyszínek az Innovasjon Norge alapján, amely éves jelentéseket készít az ország leglátogatottabb turisztikai látványosságairól:

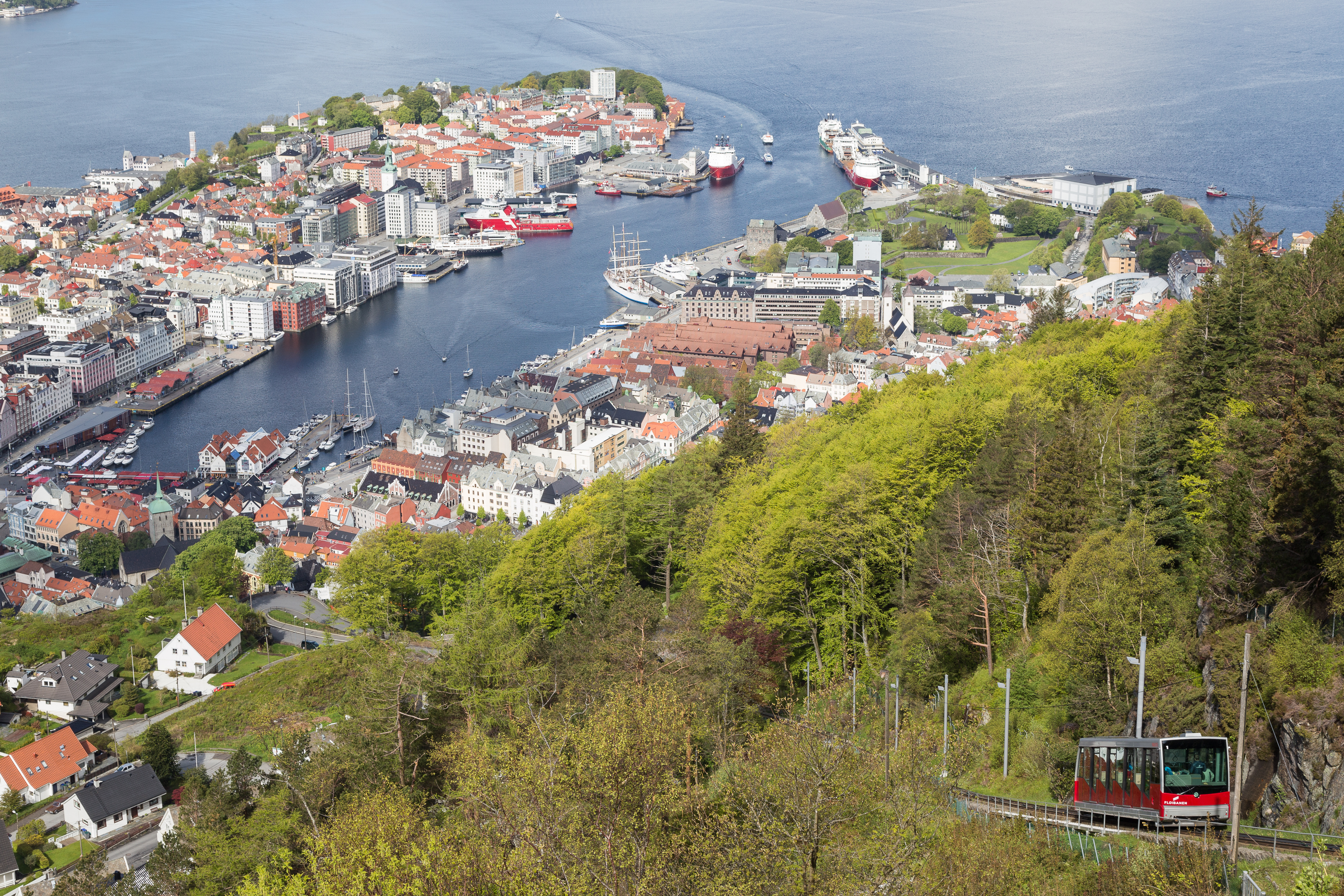
Bergen: A Fløibanen siklóvasút mászik a város fölé

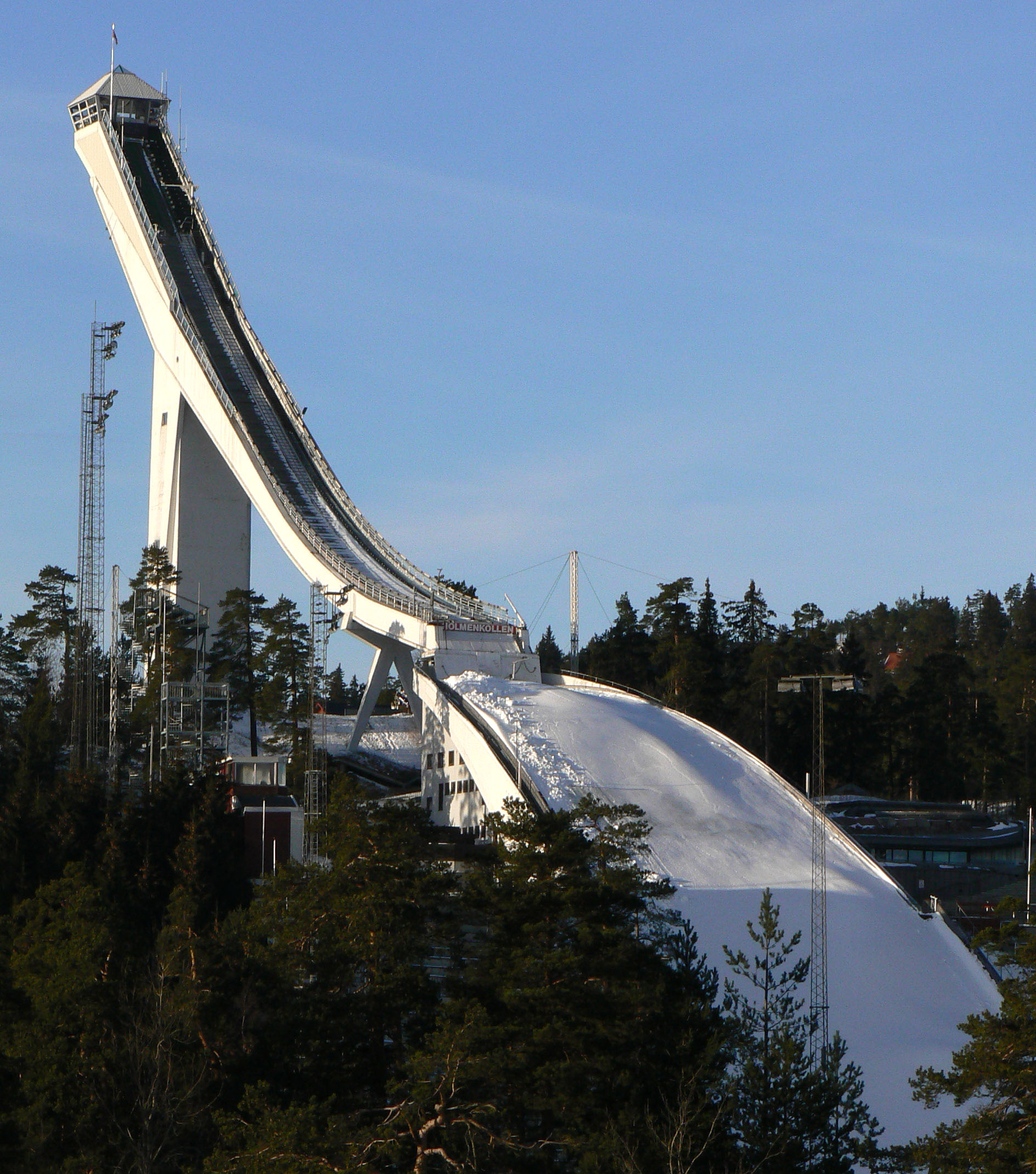
Holmenkollbakken, Oslo

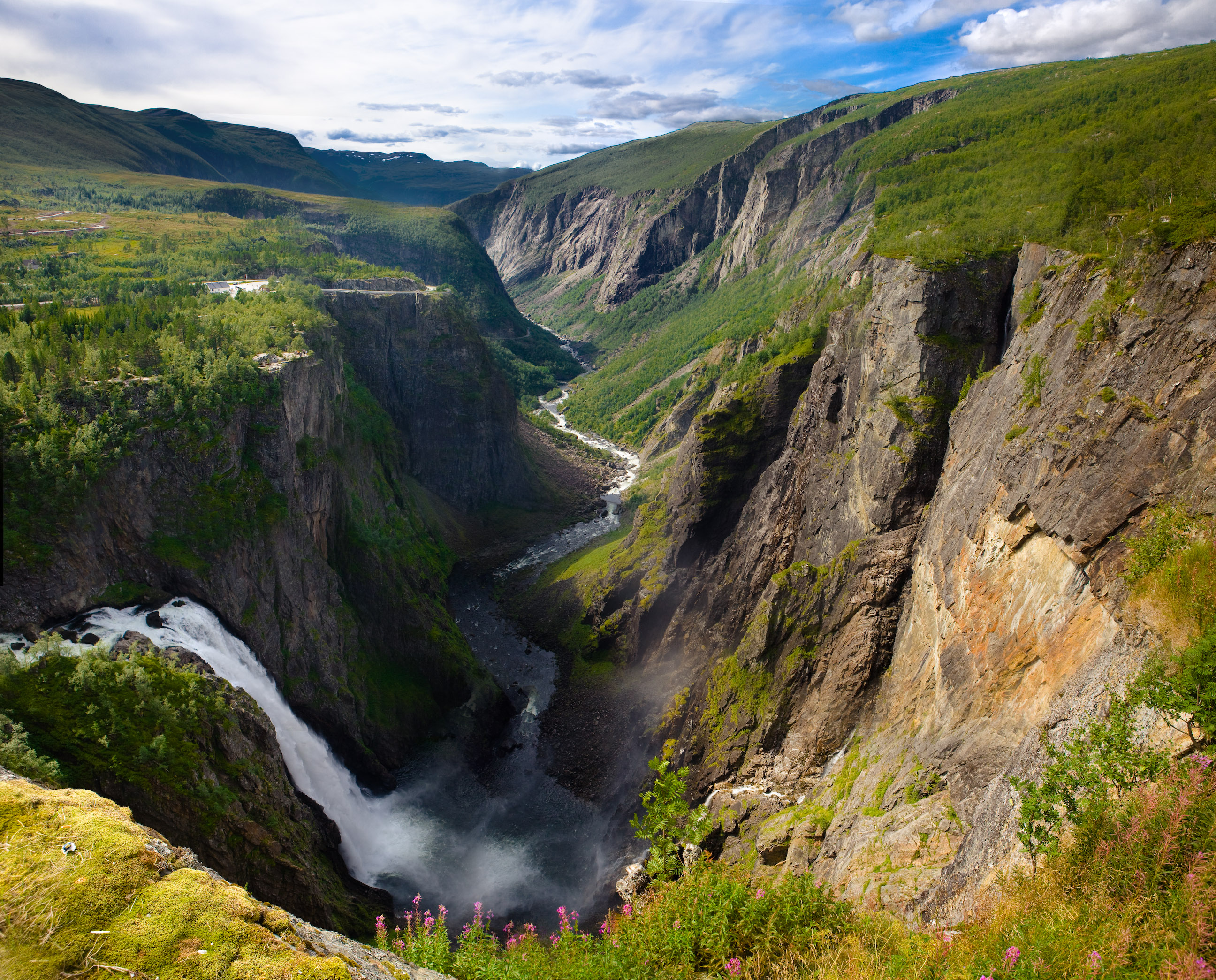
Voringsfossen, Eidfjord

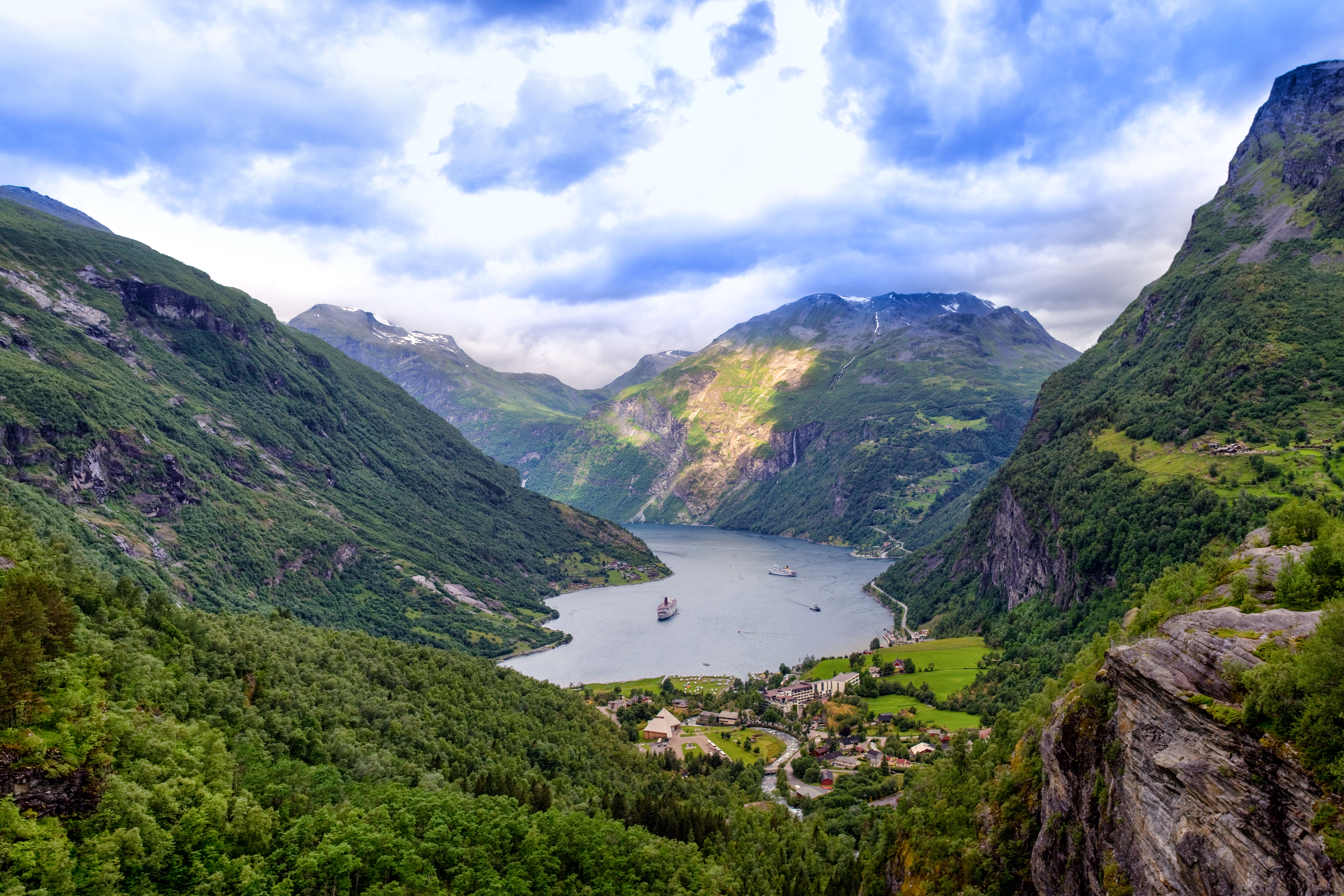
A Geiranger-fjord

Kulturális:
| #  | Nevezetesség                                   | Típus              | Hely             | Látogatók (2007) |
| -- | ---------------------------------------------- | ------------------ | ---------------- | ---------------- |
| 1  | Fløibanen                                      | siklóvasút         | Bergen           | 1 131 707        |
| 2  | Holmenkollbakken és Holmenkollen Sí Múzeum     | sízés, síugró hely | Oslo             | 686 857          |
| 3  | Bryggen                                        |                    | Bergen           | 583 510          |
| 4  | Kristiansand Zoo                               | szórakozás         | Kristiansand     | 532 044          |
| 5  | Tusenfryd                                      | szórakozás         | Ås               | 501 235          |
| 6  | Flåm Line                                      | vasút              | Flåm             | 457 545          |
| 7  | Hadeland Glassverk                             | üveggyártás        | Jevnaker         | 431 400          |
| 8  | Fredrikstad                                    | erőd és az óváros  | Fredrikstad      | 372 360          |
| 9  | Viking Hajómúzeum (Vikingskipshuset på Bygdøy) | múzeum             | Oslo             | 314 560          |
| 10 | Hunderfossen Familiepark                       | szórakozás         | Øyer/Lillehammer | 270 500          |

Természeti:
| #  | Nevezetesség      | Típus    | Hely                    | Látogatók (2006) |
| -- | ----------------- | -------- | ----------------------- | ---------------- |
| 1  | Vøringsfossen     | vízesés  | Eidfjord                | 655 000          |
| 2  | Trollstigen       | út       | Åndalsnes               | 563 331          |
| 3  | Kjosfossen        | vízesés  | Flåm                    | 457 400          |
| 4  | Geiranger-fjord   | fjord    | Geiranger               | 423 643          |
| 5  | Låtefossen        | vízesés  | Odda/Hardanger          | 420 000          |
| 6  | Steinsdalsfossen  | vízesés  | Norheimsund/Hardanger   | 300 000          |
| 7  | Nærøyfjorden      | Fjord    | Aurland                 | 297 038          |
| 8  | Briksdalsbreen    | gleccser | Olden/Stryn             | 280 000          |
| 9  | Sognefjellsvegen  | út       | Lom-Luster              | 253 953          |
| 10 | Atlanti-óceáni út | út       | 64. sz. út egy szakasza |                  |

## Sport
A labdarúgás, a sífutás a biatlon és a kézilabda a legnépszerűbb sportágak az országban.

### Labdarúgás
Az egyik legismertebb futballklub a Rosenborg BK, ami többször szerepelt már a Bajnokok Ligájában is.
A női labdarúgó-válogatott az egyik legsikeresebb nemzeti csapat. A válogatott egyszer nyert világbajnokságot (1995); két alkalommal Európa-bajnokságot (1987, 1993) és egy olimpiai bajnoki címet is szereztek a 2000-es játékokon.

### Olimpia
Úszás terén Norvégia 2012. április 30-án vesztette el egy olimpiai ezüstérmes, világ- és Európa-bajnok mellúszóját, Alexander Dale Oent, aki 26 évesen egy amerikai edzőtáborban vesztette életét. Ő volt az első norvég úszó, aki érmet tudott szerezni egy világversenyen.

### Kézilabda
A norvég kézilabda válogatott sokszor volt eredményes rangos tornákon:
- Világbajnoki győzelem: 1999, 2011, 2015
- Európa-bajnoki győzelem: 1998, 2004, 2006, 2008, 2010, 2014, 2016
- Olimpiai aranyérem: 2008, 2012

A legismertebb norvég kézilabda csapatok a Larvik HK és a Vipers Kristiansand.
Az utóbbi évek legeredményesebb játékosa Stine Bredal Oftedal, akit kétszer választottak a világ legjobbjának.

### Egyéb
Többszörös világbajnok sakkozójuk Magnus Carlsen.